# Криса
Кри́са (др.-греч. Κρῖσα, ион. Κρίση) — древний город в Фокиде.
Криса была расположена к западу от Дельф на реке Плистос (Плейст), на расстоянии полутора часов пути от берега Криссейского залива (залива Итея или Криссос).
Город был разрушен по приказанию амфиктионов в Первую Священную войну, так как его жители начали взимать с дельфийских паломников пошлины за посещение святилища. Земля города была отдана дельфийскому богу, а жители переселились в Амфиссу или в Кирру, служившую гаванью для Дельф.